# Джон Сід
Джон Сід (англ. John Sid) — сучасний австралійський природоохоронець і екотеолог, директор Інформаційного центру тропічних лісів в Новому Південному Уельсі (Австралія), головний редактор журналу «Повідомлення по тропічні ліси світу» (англ. World Rainforest Report). З 1979 року бере активну участь у компаніях по захисту тропічних лісів, є одним з організаторів Ради Всіх Істот та інших семінарів «на благо Землі».
На пострадянському просторі практично невідомий.
Треба навчитися «думати як гора», впевнений Джон Сід. Тоді фраза «Я захищаю тропічний ліс» переросте в «Я частина тропічного лісу і я захищаю себе. Я та частина тропічного лісу, яка нещодавно отримала в дар здатність мислити, — наскільки легше після цього стає!».
Сід вважає, що «антропоцентризм» або «гомоцентризм» означає людський шовінізм. Це те ж саме, що і сексизм, варто тільки замінити «чоловіка» на «расу людей» і «жінку» на «всі інші істоти». Людський шовінізм — ідея про те, що люди є вінцем творіння, мірилом всіх цінностей, має дуже глибоке коріння в нашій культурі і нашій свідомості. Джон Сід наводить таку цитату з Біблії: «Так страшаться і нехай тремтять вас всі звірі земні, і всі птахи небесні, все, що рухається по землі, і всі риби морські; у ваші руки віддані вони». Зараз, на думку екотеолога, з подібними думками погодитися не можна.
За допомогою своїх молитов, статей і семінарів Джон Сід намагається навчити людей «чути всередині своїх сердець голос землі, що плаче». Спільно з екотеологом Джоанною Мейсі він розробив спеціальний екологічний ритуал, названий ними Рада Всіх Істот, заснований на ідеях « глибинної екології». «Ми повинні навчитися „перестати бути перешкодою для інших живих істот“, дати можливість іншим видам продовжувати свій індивідуальний шлях розвитку, не впливаючи на них. Нам час, нарешті, зрозуміти, що організація біологічних форм являє собою не піраміду, на вершині якої стоїть наш вид, а скоріше кільце, в якому все взаємопов'язане і взаємозалежне», — пише Д. Сід.
В одній з популярних екологічних молитов Джона Сіда говориться: «Ми звертаємося до духу Геї та молимося про те, щоб дихання життя не покинуло наш земний дім».

## Публікації
- Сид Д., Мэйси Д., Флеминг П., Наэсс А. Думая, как гора. На пути к совету всех живых существ. — М.: Голубка, 1992. — 126 с.

## Про нього
- Борейко В. Е. Введение в природоохранную эстетику / Изд. 2-е, доп. — К.: Киев. эколого-культурный центр, 1999. — 128 с.

## Виноски
1. 1 2 3   Сид Д., Мэйси Д., Флеминг П., Наэсс А. Думая, как гора. На пути к совету всех живых существ. — М.: Голубка, 1992. — 126 с.
2. ↑  Буття, 9:2